# Шорсолинское сельское поселение
Шорсолинское сельское поселение — муниципальное образование (сельское поселение) в составе Куженерского района Марий Эл Российской Федерации.
Административный центр поселения — деревня Шорсола.

## История
Статус и границы сельского поселения установлены Законом Республики Марий Эл от 18 июня 2004 года № 15-З «О статусе, границах и составе муниципальных районов, городских округов в Республике Марий Эл».

## Население
| 2010 | 2011 | 2012 | 2013 | 2014 | 2015 | 2016 | 2017 | 2018 |
| ---- | ---- | ---- | ---- | ---- | ---- | ---- | ---- | ---- |
| 797  | ↘795 | ↘772 | ↘752 | ↘746 | ↘739 | ↗749 | ↗758 | →758 |
| 2019 | 2020 | 2021 | 2023 |      |      |      |      |      |
| ↘731 | ↘716 | ↘607 | ↘594 |      |      |      |      |      |

## Состав поселения
В состав сельского поселения входят 6 деревень:
| № | Населённый пункт | Тип населённого пункта          | Население |
| - | ---------------- | ------------------------------- | --------- |
| 1 | Памашнур         | деревня                         | 78        |
| 2 | Руду-Шургуял     | деревня                         | 90        |
| 3 | Ружбеляк         | деревня                         | 163       |
| 4 | Соловьи          | деревня                         | 7         |
| 5 | Средний Шургуял  | деревня                         | 46        |
| 6 | Шорсола          | деревня, административный центр | 397       |

В 2023 году деревня Ляжвершина включена в состав деревни Шорсола.